# Henry Cuellar

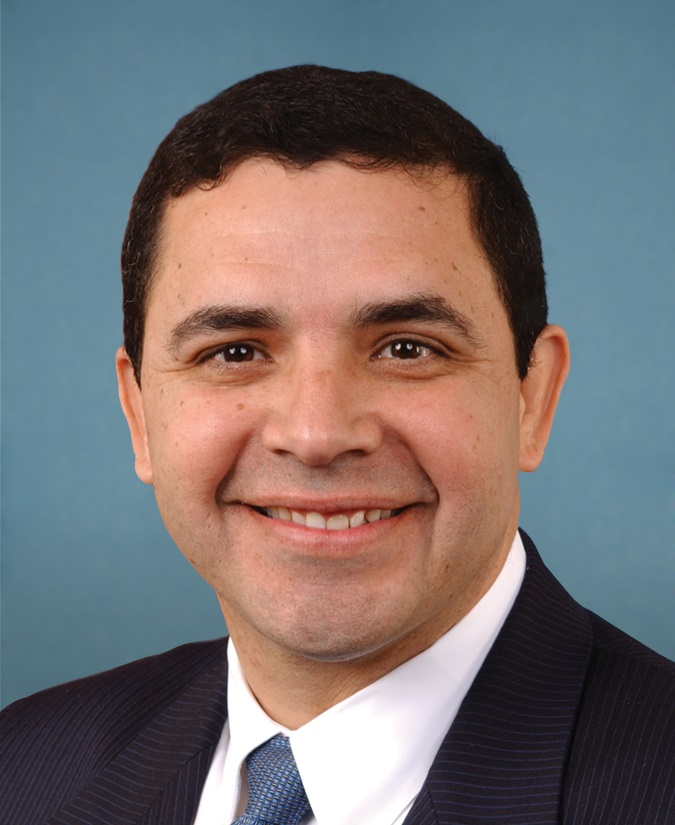
Henry Cuellar (2013)

Enrique „Henry“ Roberto Cuellar (* 19. September 1955 in Laredo, Webb County, Texas) ist ein amerikanischer Politiker der Demokratischen Partei. Seit Januar 2005 vertritt er den Süden (28. Distrikt) des Bundesstaats Texas im Repräsentantenhaus der Vereinigten Staaten. Er gilt als einer der konservativsten Kongressabgeordneten der Demokraten.

## Familie, Ausbildung und Beruf
Henry Cuellar ist der Sohn der mexikanischen Amerikaner Odilia und Martin Siller Cuellar, die 1953 geheiratet hatten. Beide Eltern hatten keine hohe formale Bildung und sprachen schlecht Englisch. Sie zogen als Saisonarbeiter in der Landwirtschaft von Texas nach Utah, Colorado und Idaho und kehrten nach Texas zurück, als der Vater in Laredo eine Anstellung als Gärtner und Verwalter einer Ranch erhielt. Henry Cuellar wuchs als ältester von acht Geschwistern im dortigen Stadtviertel Las Lomas auf; die Eltern legten Wert auf Bildung, Disziplin und Leistung.
Er besuchte die Nixon High School und schloss 1976 das Laredo Junior College summa cum laude ab. Danach studierte er bis 1978 an der Georgetown University in Washington, D.C., die er mit dem Bachelorgrad im Auswärtigen Dienst abschloss. Außerdem studierte Cuellar bis 1982 an der Texas A&M University, die er mit dem Master in Internationalem Handel abschloss. Das anschließende Jurastudium an der University of Texas beendete er 1981 mit dem Juris Doctor (J.D.), 1982 erhielt er den Master of Business Administration in internationalem Handel an der Texas A&M University. 1998 erhielt er an der University of Texas den Ph.D. in Government, sein insgesamt fünfter Studienabschluss. Er wurde als Rechtsanwalt zugelassen und machte sich 1981 als solcher selbstständig. 1983 erhielt er eine Lizenz als Zollagent. Von 1982 bis 1986 arbeitete Cuellar als Politiklehrer an seinem früheren College und lehrte von 1984 bis 1986 an der Texas A&M University internationales Handelsrecht.
Der Katholik Cuellar ist verheiratet und hat zwei Töchter. Er lebt privat in Laredo. Sein Bruder Martin ist Sheriff des Webb County, seine Schwester Rosie städtische Richterin in Laredo.

## Politische Laufbahn
Zwischen 1987 und 2001 saß Cuellar als Abgeordneter für den 42. Wahlkreis einen Großteil Laredos im Repräsentantenhaus von Texas und gewann die alle zwei Jahre stattfindenden Vorwahlen und Hauptwahlen zwischen 1986 und 2000 jeweils ohne Gegenkandidaten. Im Jahr 2001 ernannte ihn der republikanische Gouverneur des Bundesstaates Texas, Rick Perry, zum Secretary of State, dem geschäftsführenden Beamten der Staatsregierung. Dieses Amt füllte er acht Monate lang aus.
Cuellar trat erstmals bei der Wahl 2002 für das Repräsentantenhaus der Vereinigten Staaten im 23. Kongresswahlbezirk von Texas an, der damals neben Laredo große Teile des texanischen ländlichen Westens entlang des Grenzflusses Rio Grande umfasste. Er unterlag mit 47 zu 52 Prozentpunkten dem langjährigen republikanischen Mandatsinhaber Henry Bonilla und plante, diesen bei der Wahl 2004 wieder herauszufordern. Durch den Neuzuschnitt der Wahlkreise wurde der Großteil der Stadt Laredo jedoch dem 28. Kongresswahlbezirk zugeschlagen, den bisher der Demokrat Ciro Rodriguez vertreten hatte. Beide lieferten sich in der Vorwahl der Demokraten für den 28. Bezirk eine harte Auseinandersetzung, die Cuellar nach der zweiten Auszählung mit 58 Stimmen Vorsprung gewann; bei der ersten Auszählung hatte noch Rodriguez mit 145 Stimmen vorn gelegen. Cuellar konnte die Hauptwahl mit 59 Prozent der Stimmen klar für sich entscheiden. Er gehört dem Repräsentantenhaus in Washington, D.C. seit dem 3. Januar 2005 an und vertritt nach einer nochmaligen kleineren Änderung der Wahlkreisgrenzen einen Bezirk im südlichen Texas, der von den östlichen Vorstädten San Antonios bis an die Grenze zu Mexiko reicht und die Grenzstadt Laredo vollständig einschließt. Er konnte sich seither bei allen folgenden acht weiteren Wahlen zwischen Wahl 2006 und Wahl 2020 ebenfalls durchsetzen. Cuellar erreichte jeweils mehr als 56 % der Stimmen, bei der Wahl 2014 sogar rund 82 Prozent.
Die Primary (Vorwahl) seiner Partei für die Wahl 2022 am 24. März 2022 konnte er mit 50,3 zu 49,7 Prozent nur äußerst knapp gegen Jessica Cisneros gewinnen. Sein Vorsprung betrug lediglich 289 Stimmen. Er trat damit am 8. November 2022 gegen Cassy Garcia von der Republikanischen Partei an. Obwohl Garcia ihn wegen einer Hausdurchsuchung durch das FBI angriff konnte Cuellar im November 2022 56,7 % gegen Bundestrend für sich entscheiden. Vor der Vorwahl zur Kongresswahl 2024, bei der er bei den Demokraten keine Herausforderer hatte, war gegen ihn Anklage wegen Korruptionsvorwürfen erhoben worden. Die Hauptwahl gegen den Republikaner Jay Furman konnte er mit 52,8 % für sich entscheiden. Seine aktuelle, insgesamt elfte, Legislaturperiode im Repräsentantenhaus des 119. Kongresses läuft noch bis zum 3. Januar 2027.

### Ausschüsse
Er ist aktuell Mitglied in folgenden Ausschüssen des Repräsentantenhauses:
- Committee on Appropriations
  - Agriculture, Rural Development, Food and Drug Administration, and Related Agencies
  - Defense
  - Homeland Security

Er war zuvor Mitglied im Landwirtschaftsausschuss und im Ausschuss für innere Sicherheit. Als zeitweise einziger Demokrat im mächtigen Bewilligungsausschuss hatte Cuellar eine wichtige Position innerhalb seiner Fraktion und lenkte viele Bundesmittel in seinen Wahlkreis, unter anderem insgesamt 100 Millionen Dollar für den Flughafen von Laredo.

### Verhältnis zu Parteikollegen
Die anfangs schlechten Beziehungen zu seinen Fraktionskollegen verbesserte Cuellar durch die Pflege persönlicher Beziehungen und Stärke beim Spendensammeln. So unterstützte Cuellar die Präsidentschaftskandidatin Hillary Clinton im innerparteilichen Vorwahlkampf für die Wahl 2008 bereits früh im Jahr 2007 und hielt damals eine Fundraising-Veranstaltung für sie ab, die mehr als 200.000 Dollar einbrachte. 2018 wurde er innerparteilich kritisiert, als er bei einer Veranstaltung seines republikanischen Kollegen im Bewilligungsausschuss, John Carter, Spenden für dessen Wiederwahl sammelte. Die Demokraten rechneten sich mit ihrer Kandidatin, der Veteranin M. J. Hegar, Chancen gegen Carter im 31. Kongresswahlbezirk von Texas aus. Cuellar erwiderte auf die Kritik, dass er die meisten Gelder von allen Kongressmitgliedern der Demokraten aus Texas für deren Kampagnenarm abführe. Einen Parteiwechsel, über den immer wieder spekuliert worden ist, schloss Cuellar aus. Er hat sich eine staatsweite Kandidatur – für den Senat der Vereinigten Staaten oder als Gouverneur – offengelassen.

### Positionen
Cuellar gilt als konservativer Demokrat. Laut Govtrack hatte er im 115. Kongress das zweitrechteste Abstimmungsverhalten aller Demokraten im US-Repräsentantenhaus nach Collin Peterson. Bei der Präsidentschaftswahl 2000 sprach er sich für den Republikaner George W. Bush aus und zählte in dessen anschließender Regierungszeit lange zu dessen Unterstützern, während er den demokratischen Präsidenten Barack Obama immer wieder kritisierte und mit dem republikanischen Senator John Cornyn zusammenarbeitete. Cuellar stimmte jedoch für die auch unter Demokraten umstrittene Gesundheitsreform Obamacare. Während Donald Trumps erster Präsidentschaft stimmte Cuellar in fast 69 Prozent der Fälle mit dem Präsidenten (Stand September 2018), obwohl er einen für die Demokraten sicheren Wahlkreis vertritt, der bei der Präsidentschaftswahl 2016 einen Vorsprung von fast 20 Prozent für Clinton vor Trump ergeben hatte.
In der Einwanderungspolitik vertritt Cuellar eine weniger nachgiebige Linie als der Großteil seiner Partei. So stimmte er sich als einziger Demokrat im Repräsentantenhaus einem Gesetzentwurf zu, illegal aus Mittelamerika eingewanderte Minderjährige einfacher abschieben zu können. Cuellar begründete seine Entscheidung damit, dass man ein Zeichen gegen illegale Einwanderung setzen müsse, machte sich aber gleichzeitig für eine umfassende Einwanderungsreform und für humanitäre Hilfe bei Geflüchteten stark. Cuellar pflegt enge Beziehungen zu einigen wichtigen mexikanischen Politikern wie Enrique Peña Nieto und macht sich für eine Intensivierung der Beziehungen stark. Einer seiner politischen Schwerpunkte seit den 1980er Jahren ist die Verbesserung der Bildungschancen. Er war maßgeblich an der Einführung des Stipendienprogramms Texas Grant beteiligt.
Eine Grundschule in Laredo ist nach Cuellar benannt.

### Anklage wegen vermuteter Korruption
Am 4. Mai 2024 wurde Henry Cuellar zusammen mit seiner Frau unter dem Verdacht der Korruption angeklagt. Die Anklage beschuldigte ihn und seine Frau, in den Jahren 2014 bis 2021 unter dem Deckmantel vermeintlicher Beraterverträge über Mittelsmänner und Tarnfirmen, die sich im Eigentum seiner Frau befanden, Bestechungsgelder angenommen zu haben. Die Höhe der Bestechungsgelder, die von einer aserbaidschanischen Ölfirma und einer mexikanischen Bank stammen sollten, wurde auf 600.000 US$ beziffert. Im Gegenzug, so die Anklage, habe sich Cuellar bereit erklärt, die US-Außenpolitik zugunsten Aserbaidschans zu beeinflussen und Maßnahmen im Sinne der mexikanischen Bank zu unterstützen, darunter Änderungen der Geldwäschegesetze und Versuche, die Regulierung der Kurzzeitkreditbranche zu blockieren. Im Januar 2022 hatte es in dieser Angelegenheit bereits eine Hausdurchsuchung bei Cuellar gegeben. Cuellar stritt alle Vorwürfe ab.